# 弗朗茲·佩利坎
弗朗茨·佩利坎（Franz Pelikan，1925年11月6日—1994年3月21日）是一名奧地利足球運動員。

## 職業生涯

### 俱樂部
佩利坎在三家維也納俱樂部擔任守門員長達14年。從1946到1958，他為維也納瓦克出場258場聯賽，並在首個賽季結束時贏得了雙冠王。之後，他於1959年1月至12月效力於聯賽競爭對手維也納競技，共出場12場聯賽，並於1959年6月24日以2-0擊敗維也納迅速，贏得了全國盃賽冠軍。他為他的最後一家俱樂部阿德米拉從1960年3月6日至6月18日出場7場聯賽。

### 國家隊
佩利坎在十年內為國家隊出場6次。他於1947年5月4日在布達佩斯首次亮相，在對陣匈牙利國家隊的友誼賽中以2-5失利。 1948年7月11日，他與球隊以2-3輸給瑞典國家隊；在這場比賽中，他在第85分鐘替補瓦爾特·澤曼（維也納快速）出場。 同年，他隨隊參加了在倫敦舉行的1948年奧運足球賽，並於8月2日在白鹿巷球場進行了他唯一的比賽，在八分之一決賽中再次對陣瑞典國家隊，以0-3失利。 在1953年、1954年和1956年，他各出場一場國家隊比賽，其中最後一場是在4月15日對陣「森巴軍團」的比賽中，在普拉特體育場以2-3失利，他在第78分鐘替補庫爾特·施米德出場。 在1954年世界盃中，他入選了奧地利隊的陣容；但他沒有出場。

## 榮譽
國家隊
- 1954年世界盃：季軍 （未出場）

維也納瓦克
- 中歐盃亞軍：1951年
- 奧地利冠軍：1947年
- 奧地利盃冠軍：1947年

維也納競技
- 奧地利盃冠軍：1959年

## 外部連結
- FIFA profile，存档于（存檔日期 2012-11-12）
- 弗朗茲·佩利坎在Olympedia的个人资料和比赛数据